# جی.او.دی
جی. او. دی (انگلیسی: G.o.d) مخفف نام (Groove Over Dose) یه گروه موسیقی کره ای است.